# Bunium

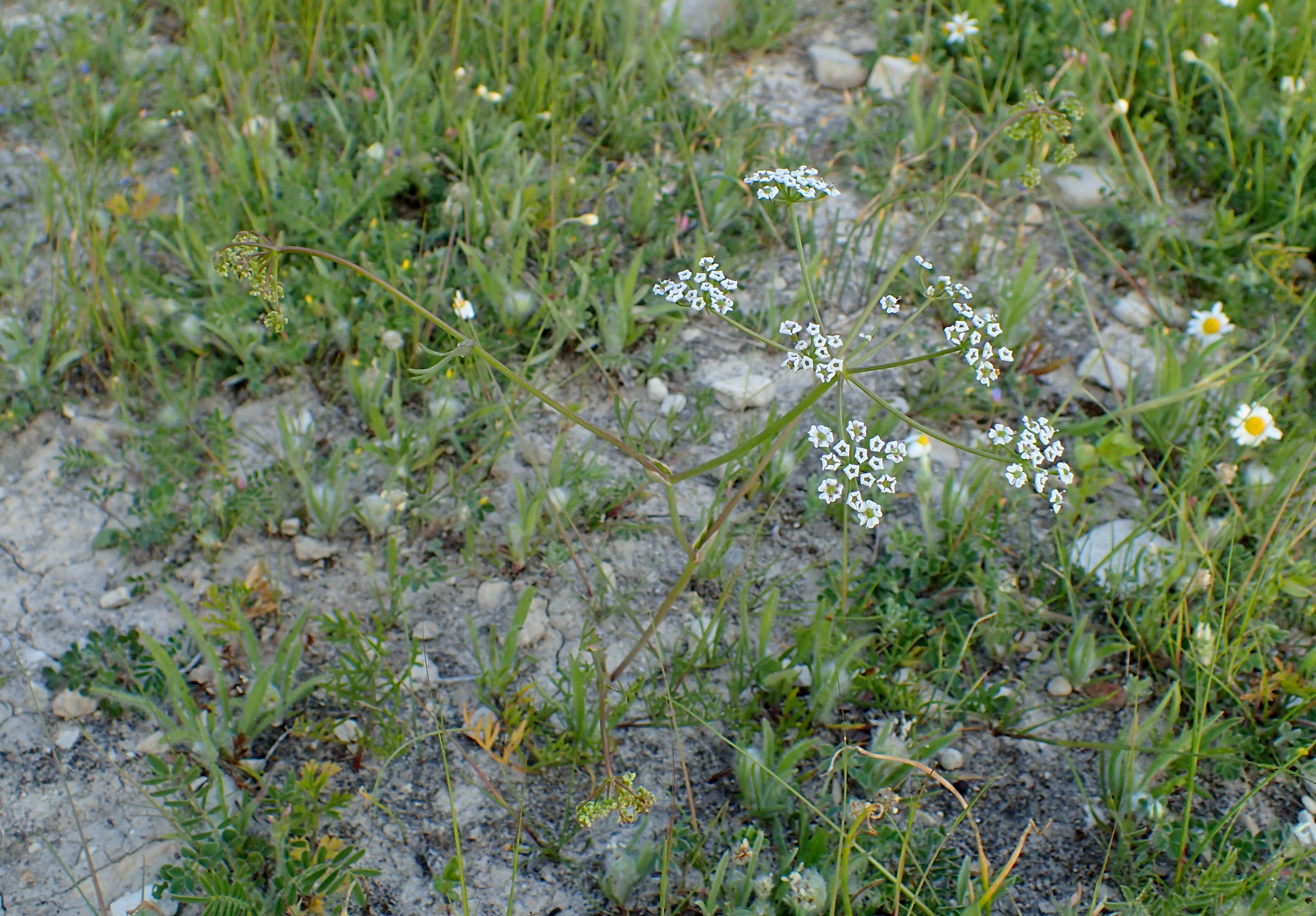
Bunium ferulaceum

Bunium, rzepnik (Bunium) – rodzaj roślin należący do rodziny selerowatych Apiaceae. Obejmuje ok. 40–50 gatunków. Występują one w Europie południowej (4 gatunki), w Afryce północnej (tu jest największe ich zróżnicowanie) oraz w Azji południowo-zachodniej i środkowej. Siewki tych roślin wyróżniają się wśród innych dwuliściennych obecnością tylko jednego liścienia. Ważną rośliną użytkową było bunium śródziemnomorskie B. bulbocastanum, którego liście i bulwy są jadalne. Roślina była też wykorzystywana w ziołolecznictwie. Współcześnie jej znaczenie użytkowe zmalało. W Polsce gatunek ten jest notowany jako przejściowo dziczejący (efemerofit).

## Systematyka
Pozycja systematyczna
Rodzaj w obrębie rodziny selerowatych (baldaszkowatych) Apiaceae klasyfikowany jest do podrodziny Apioideae, plemienia Pyramidoptereae.
Wykaz gatunków (nazwy zaakceptowane według The Plant List)
- Bunium afghanicum Beauverd
- Bunium alatum Pimenov & Kljuykov
- Bunium alpinum Waldst. & Kit.
- Bunium angrenii Korovin
- Bunium atlanticum (Maire) Dobignard
- Bunium avromanum (Boiss. & Hausskn.) Drude
- Bunium badachschanicum Kamelin
- Bunium badghysi (Korovin) Korovin
- Bunium bourgaei (Boiss.) Freyn & Sint.
- Bunium brachyactis (Post) H.Wolff
- Bunium brevifolium Lowe
- Bunium bulbocastanum L. – bunium śródziemnomorskie[5], rzepnik bulwiasty[6]
- Bunium capusii (Franch.) Korovin
- Bunium caroides (Boiss.) Hausskn. ex Bornm.
- Bunium chabertii (Batt.) Batt.
- Bunium chaerophylloides (Regel & Schmalh.) Drude
- Bunium cornigerum (Boiss. & Hausskn.) Drude
- Bunium crassifolium (Batt.) Batt.
- Bunium cylindricum (Boiss. & Hohen.) Drude
- Bunium elatum (Batt.) Batt.
- Bunium elegans (Fenzl) Freyn
- Bunium fedtschenkoanum Korovin ex Kamelin
- Bunium ferulaceum Sm.
- Bunium fontanesii (Pers.) Maire
- Bunium hissaricum Korovin
- Bunium intermedium Korovin
- Bunium kandaharicum Rech.f.
- Bunium kopetdagense Geld.
- Bunium korovinii R.Kam. & Geld.
- Bunium kuhitangi Nevski
- Bunium lindbergii Rech.f. & Riedl
- Bunium longilobum Klyuikov
- Bunium longipes Freyn
- Bunium luristanicum Rech.f.
- Bunium macuca Boiss.
- Bunium microcarpum (Boiss.) Freyn & Bornm.
- Bunium nilghirense H.Wolff
- Bunium nothum (C.B.Clarke) P.K.Mukh.
- Bunium nudum (Post) H.Wolff
- Bunium pachypodum P.W.Ball
- Bunium paucifolium DC.
- Bunium persicum (Boiss.) B.Fedtsch.
- Bunium pestalozzae Boiss.
- Bunium pinnatifolium Kljuykov
- Bunium rectangulum Boiss. & Hausskn.
- Bunium scabrellum Korovin
- Bunium seravschanicum Korovin
- Bunium vaginatum Korovin
- Bunium verruculosum C.C.Towns.
- Bunium wolffii Klyuikov